# Hot Springs Village
Hot Springs Village is een plaats (census-designated place) in de Amerikaanse staat Arkansas, en valt bestuurlijk gezien onder Garland County en Saline County.

## Demografie
Bij de volkstelling in 2000 werd het aantal inwoners vastgesteld op 8397.

## Geografie
Volgens het United States Census Bureau beslaat de plaats een oppervlakte van
102,1 km², waarvan 98,2 km² land en 3,9 km² water.

## Plaatsen in de nabije omgeving
De onderstaande figuur toont nabijgelegen plaatsen in een straal van 32 km rond Hot Springs Village.